# 네르본산
네르본산(영어: nervonic acid)은 24:1 n−9로 표기되는 지방산이다. 네르본산은 리그노세르산(24:0)의 단일불포화 유사체이다. 네르본산은 또한 셀라콜레산(영어: selacholeic acid) 및 시스-15-테트라코센산(영어: cis-15-tetracosenoic acid)으로도 알려져 있다.
네르본산은 본질적으로 올레산(18:1 Δ9)의 신장된 생성물로 존재하며, 직접적인 전구체는 에루크산이다. 네르본산은 특히 동물 뇌의 백색질과 말초 신경 조직에 풍부하다.
최근의 연구들은 신경 세포 말이집의 생합성 중간생성물로 네르본산이 연관되어 있다는 결론을 내렸다.
네르본산은 세레브로사이드 및 근육, 중추신경계, 말초신경계의 중요한 구성 성분이다. 실제로 네르본산은 뇌에서 스핑고지질을 구성하는 주요 지방산들 중 하나이며, 일반적으로 스핑고지질을 구성하는 전체 지방산의 약 40%를 차지한다.

## 구조
네르본산은 단일불포화 지방산으로 정의되기 때문에 지방산 사슬에 1개의 이중 결합을 가지며, 나머지 탄소-탄소 결합은 모두 단일 결합이다.
네르본산은 22개 이상의 탄소 원자들을 가지고 있는 매우 긴사슬 지방산의 하위 그룹으로 분류된다. 네르본산은 구체적으로 24개의 탄소로 구성된 골격을 가지며, 메틸 말단에서부터 9번째 탄소(n-9 또는 ω-9)에 시스 이중 결합을 가지고 있다.

## 기능

지방산들의 분류에서 네르본산의 위치

네르본산은 뇌의 성장과 유지를 위해 필요한 필수 영양소이다.
네르본산은 모유에서 발견되는데, 유아의 발달을 가속화시킬 수 있다고 한다. 이는 임산부와 수유부에게 네르본산이 권장되는 이유이다.
네르본산은 신경 조직의 세포막에서 Ca2+ 이온 통로의 조절인자이기 때문에 네르본산은 세포질의 칼슘의 농도를 조절하는데 중요한 역할을 한다.
네르본산은 뇌 세포막의 기능을 조절할 수 있으며, 훈련된 성인이나 운동 선수에게 중요한 신경보호 효과를 나타내는 에너지 보충제이다.
또한 미엘린 생합성에서 중간생성물로서의 기능으로 인해, 네르본산이 함유된 지방의 식이 요법이 연구되었다. 네르본산은 젤웨거 증후군 또는 부신백질이영양증과 같은 지질 대사의 유전 질환의 치료에 도움이 되는 것으로 보인다. 네르본산의 β 산화는 퍼옥시좀에서 일어나며, 이러한 β 산화는 부신백질이영양증 환자에게 손상을 입힌다. 다른 돌연변이로 인해 이러한 장애를 가지고 있는 사람들은 기능을 하지 못하는 퍼옥시좀을 가지고 있다. 이것은 매우 긴사슬 지방산의 축적을 일으키는데, 이는 24:1 지방산이 풍부한 기름(로렌조 오일, 루나리아 오일)로 치료할 수 있다.
네르본산은 또한 누가 어떤 정신 질환을 앓을 것인지를 예측하는 바이오마커로도 사용된다. 예를 들어, 조현병 환자의 비정상적인 지방산 수치에 대한 증거가 있다. 특히, 네르본산의 감소 수준은 정신 질환의 전조 증상과 관련이 있으므로 이런 종류의 장애의 예방 및 치료에 도움이 될 수 있다.
네르본산은 어머니가 자간전증을 앓고 있는 남자 아기의 신경발달 장애의 지표가 될 수 있다. 최근의 연구는 탯줄의 네르본산의 수치가 정상 대조군과 비교하여 남자 아기를 출산하는 자간전증을 앓고 있는 여성에서 더 낮다는 것을 보여준다. 그러나 이는 여자 아기를 출산하는 경우에는 일어나지 않는다. 이러한 결과는 자간전증을 앓고 있는 어머니에게서 태어난 남자 아기가 여자 아기에 비해 신경발달 장애가 발생할 위험이 높아질 수 있음을 시사한다.
네르본산은 노화된 눈의 수정체에는 존재하지만, 정상적인 눈의 수정체에는 나타나지 않는다. 이러한 데이터는 백내장 발생에 가장 취약한 노화된 수정체의 바이오마커로서 네르본산(헨에이코실산과 도코사헥사엔산과 함께)을 사용할 수 있음을 보여준다.

## 공급원
| 식물성 공급원   | 식물성 공급원 |
| --------------- | ------------- |
| 배추속 오일시드 | 69–83         |
| 아마씨앗        | 64            |
| 동물성 공급원   |               |
| 왕연어          | 140           |

네르본산은 식물의 종자에서 생성되며, 종자기름에 상당량이 함유되어 있다. 실제로 지질의 10% 이상이 보통 트라이글리세라이드 형태의 네르본산을 함유하고 있다. 루나리아속 식물(예: Lunaria biennis 또는 Lunaria annua)의 종자기름은 트라이글리세라이드 지질에 20% 이상 함유되어 있기 때문에 긴사슬 지방산인 네르본산의 매우 중요한 공급원이다. 네르본산은 Cardamine gracea, Heliophila longifola, 말라니아 올레이페라(Malania oleifera)에서도 발견된다. 이 모든 종에서 네르본산은 일반적으로 글리세롤 골격의 sn-1 및 sn-3 위치에서 에스터화된다. 다른 공급원으로는 곰팡이인 Neocallimastix frontalis, 세균인 슈도알테로모나스 아틀란티카(Pseudomonas atlantica), 효모인 맥주효모균(Saccharomyces cerevisiae) 해양 규조류인 Nitzschia cylindrus 등이 있다.

## 참고 문헌
- Appelqvist (1976) Lipids in Cruciferae. In: Vaughan JG, Macleod AJ (Eds), The biology and the Chemistry of Cruciferae. Academic Press, London, UK, pp. 221–277.